# 与作
「与作」（よさく）は、1978年に発表された日本の歌謡曲。オリジナル歌手は弦哲也。その後北島三郎や千昌夫などの歌手によるシングルが発売されている。

## 概要
NHKの音楽番組『あなたのメロディー』に寄せられた一般公募作品である。作詞・作曲者の七澤公典は1976年、ジャズギタリストを目指して渡米したが、日本人が本当のジャズ奏者になるのは無理だと悟り、帰国したところであった。渡米の反動から、日本的なものを志向して作ったのが本曲である。本曲は一度は却下されたが、改良を重ねて再提出され、番組では弦哲也が歌唱し、年間最優秀作品に選ばれた。弦の他に北島三郎、千昌夫らがシングルを発表。原曲に少しアレンジを加えた北島のバージョンが最もヒットした。競作で発売されたレコードの累計売上は60万枚に達した。
1979年のオリコン年間ランキングでは第75位を獲得した。エポック社の家庭用ゲーム機であるカセットビジョンのソフトウェアとして『きこりの与作』が1981年に発売され、ゲーム中で『与作』のメロディーが使われた。
バラクーダにより、歌詞を英訳し、曲をディスコ調にアレンジした「ヘイ!ミスターヨサク」も発表され、その他にも様々な形でカバーされている。

## 収録曲

### 北島三郎盤（日本クラウン、CW-1720）
北島版は歌詞の終盤、「与作」を連呼する部分の直前に原曲にない楽句が挿入されている。
1. 与作
  - 作詞・作曲：七澤公典/編曲：池多孝春
2. 風の峠
  - 作詞：南沢純三/作曲：関野幾生/編曲：福田正

### 千昌夫盤（ミノルフォン、KA-1144）
1. 与作
  - 作詞・作曲：七澤公典/編曲：薗広昭
2. 雪ん娘峠
  - 作詞：喜多條忠/作曲：徳久広司/編曲：京建輔

## その他のカバー
- 余天 - 『高山慕情』
- 荘学忠 - 『高山慕情』
- 徐小明 - 『耕種不驚風雨聲』（広東語）
- 陳迪匡 - 『我問句天』（広東語）
- 馮偉棠 - 『衝破萬重浪』（広東語）
- 麗莎 、趙山 - 『海風寄我情』（広東語）
- 鄧惠欣 - 『汗造的路』（広東語）
- 鄭少秋 - 『秋去冬來』（広東語）
- 少年探偵団 - シングル『恐怖の人間カラオケ』収録（1979年）
- 富士フイルム「写ルンです」CMソング（1997年）[8][9]
- 映画『テルマエ・ロマエII』挿入歌・エンディング曲（2014年）
- 桑田佳祐 - ライブビデオ『平成三十年度! 第三回ひとり紅白歌合戦』収録（2019年）[10]
- BiSH（2022年）[11]。